# Literaturjahr 1494
Liste der Literaturjahre

1490 | 1491 | 1492 | 1493 | Literaturjahr 1494 | 1495 | 1496 | 1497 | 1498 | ► | ►►

Weitere Ereignisse
Dieser Artikel behandelt das Literaturjahr 1494.

## Ereignisse

### Prosa
Sebastian Brants Moralsatire Daß Narrenschyff ad Narragoniam wird von Johann Bergmann von Olpe erstmals gedruckt. Dieses Werk, das eine Typologie von über 100 Narren auf einem Schiff mit Kurs gen Narragonien entwirft und so der verkehrten Welt durch eine unterhaltsame Schilderung ihrer Laster kritisch den Spiegel vorhält, wird das erfolgreichste deutschsprachige Buch vor der Reformation. Das Narrenschyff wird von den Zeitgenossen sogleich in den höchsten Tönen gelobt, insbesondere von den Frühhumanisten des Oberrheins. 

### Sachliteratur

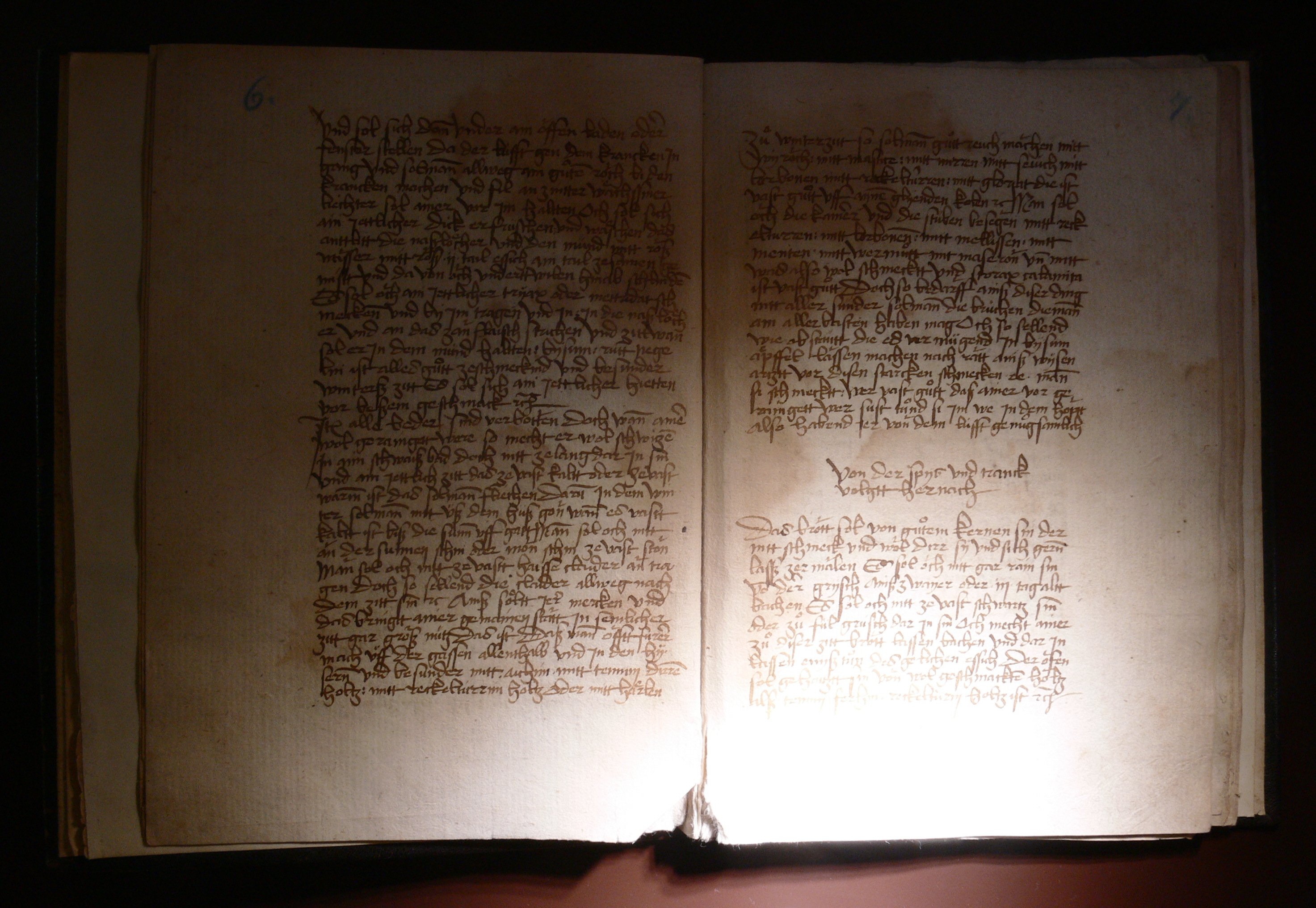
Amanns Pestbüchlein

Jörg Amann, Stadtarzt in Ravensburg, verfasst ein Pestbüchlein. Amann beschreibt in dem Büchlein die Symptome der Pest, Vorbeugungsmaßnahmen und Therapiemöglichkeiten.

### Religion
- 19. November: Der Druck der Lübecker Bibel wird abgeschlossen. Sie gilt als bedeutendste volkssprachliche Bibel unter den vorlutherischen deutschen Bibeln.

### Sonstiges
- Aldus Manutius gründet in Venedig die Druckerei Aldina.

## Geboren

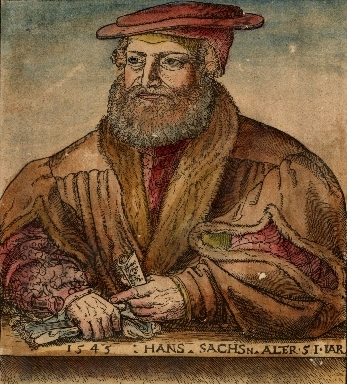
Hans Sachs; * 5. November

- 5. November: Hans Sachs, Nürnberger Schuhmacher, Spruchdichter, Meistersinger und Dramatiker († 1576)

## Gestorben

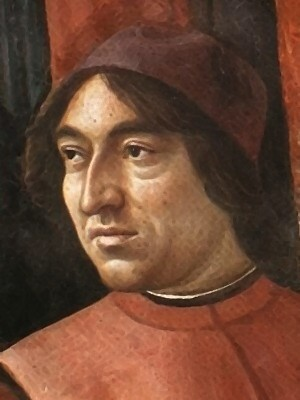
Angelo Poliziano; † 29. September

- 29. September: Angelo Poliziano, italienischer Humanist und Dichter (* 1454)
- 19. Dezember: Matteo Maria Boiardo, italienischer Dichter (* 1441)